# Zhu Xijuan
En una onomàstica xinesa Zhu es el cognom i Xijuan el prenom.
Zhu Xijuan (xinès simplificat: 祝希娟) (1938 - ) Actriu de teatre i cinema xinesa i pionera de la industria televisiva. Va ser la més jove de les vint-i-dues estrelles (actors i actrius) del cinema xinès dels anys 60, inclosa en la llista que va proposar el Ministeri de Cultura del moment i que d'alguna forma va ser aprovada pel primer ministre Zhou Enlai.

## Biografia
Zhu Xijuan va néixer el 17 de gener de 1938, en una família d'intel·lectuals a la ciutat de Ganzhou, província de Jiangxi (Xina). El seu pare era professor a la Universitat Tongji de Shanghai, i la seva mare una professora local ben coneguda. Va estudiar interpretació a l'Acadèmia de Teatre de Shanghai.El 1960, després de graduar-se a l'escola, va exercir com actriu al Teatre de repertori experimental de l'Acadèmia de Teatre de Shanghai i al Teatre de repertori juvenil de Shanghai.

#### Carrera cinematogràfica

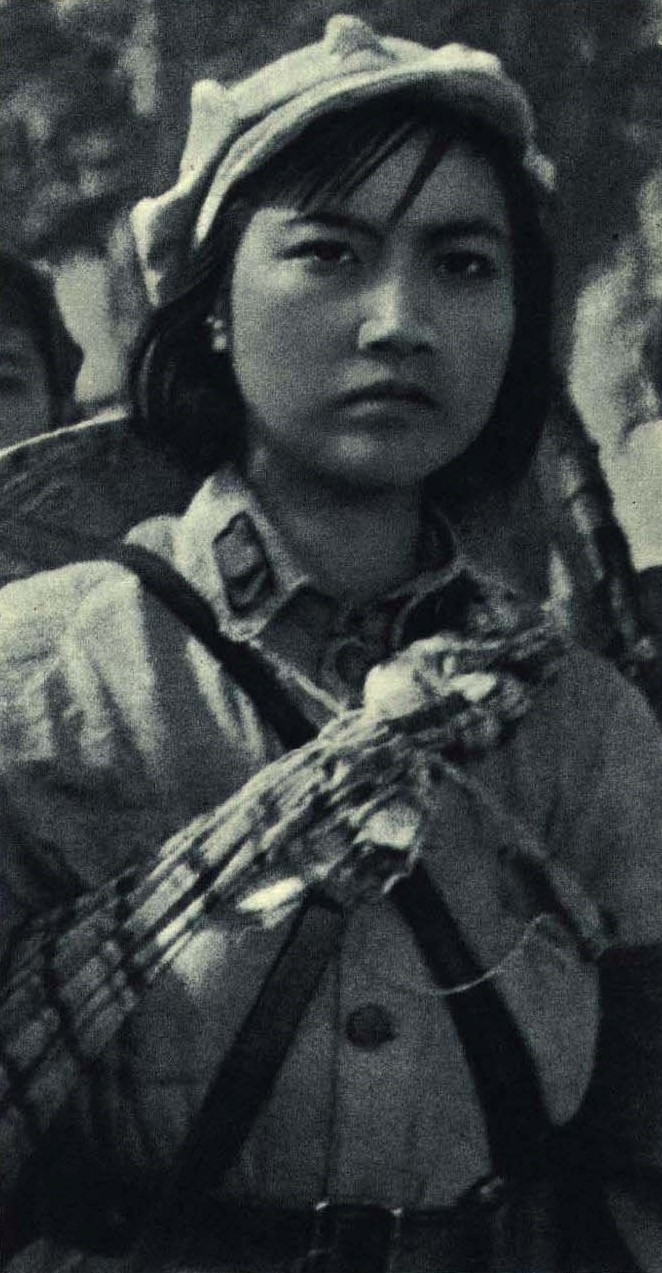
Imatge de "The Red Detachment of Women"

Zhu va començar la seva trajectòria al cinema de forma casual, quan l'any 1952 l'actor i director Zhao Dan li va proposar protagonitzar la pel·lícula "为孩子们祝福" (Benediccions per als nens). Més tard, l'any 1959 el director Xie JIn va fer un càsting entre els alumnes de l'Acadèmia de Teatre Shanghai per seleccionar la protagonista de la pel·lícula "Heroes of Qiongdao" que més tard el 1961, es va filmar amb el títol de "红色娘子军" (The Red Detachment of Women). Zhu va se escollida per interpretar el paper de Wu Qionhua, la minyona del senyor de la guerra Nan Batien, que després de moltes vicissituds arriba a ser una heroïna i cap d'una brigada femenina de l'Exercit Popular d'Alliberament. En plena era maoista el film, combinació de cine bèl·lic i d'aventures exòtiques, va tenir un gran èxit i Zhu va guanyar el premi a la millor actriu dels premis de les Cent Flors (Jinji Jiang) i va rebre elogis de l'escriptor i dramaturg Guo Moruo. El 1971 s'en va fer una adaptació dirigida per Pan Wenzhan (潘文展) i Fu Jie (傅杰), protagonitzada pels ballarins Xue Jinhua i Liu Qingtang.
Durant l'època de la Revolució Cultural, Zhu només va rodar una pel·lícula, "无影灯下颂银针" (Song ofacupuncture treatment) del director Sang Hu, considerat el director preferit de Mao Zedong.
A partir del 2000 Zhu ha interpretat una quantitat important de pel·lícules amb papers secundaris adaptats a la seva edat, però també ha protagonitzat pel·lícules com The Empty Nest (2020) del director Zhang Wei, on va interpretar el paper de Zhao Yimei. El film és una història commovedora d'amor, traïció i recerca de sentit en els anys crepusculars de la vida. La pel·lícula segueix a Zhao Yimei, una dona gran que s'ha passat la vida curant les ferides provocades per la traïció del seu marit. Allunyada del seu fill i lluitant amb la incontinència, perd la fe en la vida i contempla acabar-ho tot. S'ha definit com "una poderosa exploració de la connexió humana, la fortalesa i el poder transformador de l'amor davant els moments més difícils de la vida".
També ha participat en sèries de televisió com en els 10 capítols de la serie "暗算" (Conspirancy) del 2005, emesa pel canal 山东齐鲁电视台, (Shandong TV Qilu) en el paper de 华主任, i el 2007 en la sèrie de 46 capítols "大明王朝1566" (Ming Dynasty in 1566), en el paper de 海母 emesa per la Televisió de Hunan.
El 2018 va rebre el premi Jinji Jiang (Golden Rooster Award for Lifetime Achievement) a la trajectòria professional.

#### Industria televisiva
Zhu va ser una pionera de la indústria televisiva xinesa , concretament a la Zona Econòmica Especial de Shenzhen. L'any 1983, Shenzhen, que acabava de convertir-se en una zona econòmica especial, va impulsar nous projectes. Zhu acabava de tornar d'Itàlia amb la delegació cinematogràfica xinesa. Va descobrir que la televisió prosperava a Itàlia i es va adonar que aquesta era una tendència general i que la televisió xinesa també tindria un gran potencial. El setembre de 1998, Zhu Xijuan es va acomiadar de Shenzhen després de retirar-se i es va instal·lar a Los Angeles amb Hou Fengmin. Més tard, ella i els seus amics van fundar conjuntament la "American Qionghua Film and Television Arts Company". Més tard, el 1989 també impulsaria la producció de sèries de televisió a Taiwan.

## Filmografia destacada
| Any  | Títol xinès    | Títol anglès                  | Paper         | Director                    |
| ---- | -------------- | ----------------------------- | ------------- | --------------------------- |
| 1961 |                | The Red Detachment of Women   | Wu Qionghua   | Xie Jin                     |
| 1962 | 燎原           | Star a Prairie Fire           |               | Zhang Junxiang              |
| 1964 |                | Love of Green Mountain        | Shan Que      |                             |
| 1974 | 无影灯下颂银针 | Song of acupuncture treatment | Anestesista   | Sang Hu                     |
| 1979 | 啊！摇篮       | Ah! Cradle                    |               | Xie Jin                     |
| 1989 | 最后的贵族     | The Last Aristocrats          | Mare de Zhang | Xie Jin                     |
| 2009 | 寻找成龙       | Jackie Chang Kung Fu Master   | 奶奶 (Àvia)   | Jiang Ping i Fang Gangliang |
| 2012 | 三个未婚妈妈   | All for Love                  | 刘二彪母亲    | Jiang Ping                  |
| 2018 | 大雪冬至       | A Loner                       | Senyora Wei   | Xing Xiao                   |
| 2020 | 空·巢          | The Empty Nest                | Zhao Yimei    | Zhang Wei                   |
| 2021 | 演员           |                               |               | Pan Yilin                   |
| 2021 | 天下无拐       | No Abduction The World        |               | Zhang Xin                   |
| 2023 | 爸爸的谎言     |                               |               | Yang Musheng                |